# Jean Boon
Jean Robert Gustave Boon (Aarlen, 7 december 1920 - Brussel, 29 juli 1986) was een Belgisch volksvertegenwoordiger en letterkundige.

## Levensloop
Tijdens de meidagen 1940 vluchtte Boon naar het zuiden van Frankrijk en was er een tijd secretaris van de letterkundige, abbé Puchen.
Hij werkte als journalist mee aan het tijdschrift Luxembourg. Hij heeft verschillende tijdschriften gesticht: J.E.B. Luxembourg, La Hure, Ardenne, Frontière. Ook was hij actief als dichter en lid van het Comité Central des Jeunes Écrivains Belges (J.E.B.).
Boon werd tevens politiek actief voor het FDF. In 1964 werd hij verkozen tot gemeenteraadslid van Kraainem en van 1965 tot 1974 zetelde hij voor het arrondissement Brussel in de Kamer van volksvertegenwoordigers. Na zijn parlementaire loopbaan was hij van 1974 tot 1977 kabinetsmedewerker van staatssecretaris Robert Moreau en van 1977 tot 1980 kabinetsmedewerker van de ministers Léon Defosset en Lucien Outers.

## Publicaties
- Rythmes noctures, Éd. De l'Étoile, Brussel, 1941.
- Senteurs d'Automne, Éd. Fasbender, coll. À L' Enseigne du Sanglier, Aarlen, 1942.
- Paillettes, Éd. Fasbender, Aarlen, 1942.
- Ciels de France, Éd. Fasbender, coll. Le Nénuphar, Aarlen, 1942.
- La volupte des sons, Éd. Fasbender, Aarlen, 1943.
- Chansons bohèmes, Éd. Fasbender, coll. Le Nénuphar, Aarlen, 1944.
- Andante amoroso, Éd. Fasbender, coll. Le Nénuphar, Aarlen, 1944.
- J'avais 20 ans, heruitgave van de vorige bundels, Éd. Comète, Brussel, 1944.